# Station Bensheim
Station Bensheim is een spoorwegstation in de Duitse plaats Bensheim. Het station werd in 1846 geopend.